# Denham (St Edmundsbury)
Denham is een plaats en civil parish in het bestuurlijke gebied St Edmundsbury, in het Engelse graafschap Suffolk met 170 inwoners.